# Philaenus mushanus
Philaenus mushanus är en insektsart som beskrevs av Matsumura 1940. Philaenus mushanus ingår i släktet Philaenus och familjen spottstritar. Inga underarter finns listade i Catalogue of Life.